# Johannes Jäger (Politikwissenschaftler)
Johannes Jäger (* 25. Juni 1932; † 23. Juni 2012 in Senden) war ein deutscher Politikwissenschaftler.

## Leben
Er war bis 1998 Professor im Fach Sozialwesen an der Fachhochschule Münster. Jäger forschte intensiv zum Rechtsextremismus sowie zur Wissenschaftstheorie und Sozialarbeit.

## Schriften (Auswahl)
- mit Erika Funk-Hennigs: Rassismus, Musik und Gewalt. Ursachen – Entwicklungen – Folgerungen (= Politik: Verstehen und Handeln. Bd. 8). Lit, Münster 1996, ISBN 3-8258-2443-8.
- Die rechtsextreme Versuchung (= Politikwissenschaft. Bd. 78). Lit, Münster u. a. 2002, ISBN 3-8258-5722-0.